# Mechanicsville (Iowa)
Mechanicsville è una città degli Stati Uniti d'America, situata nello Stato dell'Iowa, nella contea di Cedar.